# Role Model
Role Model (englisch für „Vorbild“) ist ein Lied des US-amerikanischen Rappers Eminem. Der Song ist auf Eminems zweitem Studioalbum The Slim Shady LP enthalten und wurde am 26. Mai 1999 als dritte Single ausgekoppelt. Außerdem befindet sich der Track auf der Deluxe-Version von Eminems Best-of-Album Curtain Call: The Hits.

## Inhalt
Im Intro meint Eminem, dass er sich jetzt ertränken wird und legt dem Hörer nah, dies auch zu tun, wenn er so sein wolle wie der Rapper, den er als „Vorbild“ sieht. Der erste Vers ist sehr Battle-Rap lastig und enthält Seitenhiebe gegen Canibus, Vanilla Ice und Hillary Clinton. Eminem beschreibt mit vielen Übertreibungen, Metaphern und Vergleichen, wie er seine imaginären Gegner fertig macht. Außerdem fordert er den Hörer ironisch auf, genau das zu machen, was er sagt: „Rauch Gras, nimm Pillen, schmeiß die Schule, bringe Leute um und sauf’“. Des Weiteren spielt er auf die Vorurteile gegenüber seiner weißen Hautfarbe an und meint, dass er gar nicht im Rapgenre existieren könne. Im ersten Refrain fragt Eminem, ob der Hörer nicht genauso werden wolle wie er, indem er Frauen schlage, Pilze esse und an einer Überdosis sterbe. Der zweite Vers ist thematisch im gleichen Stil wie der erste gehalten und beginnt mit einer Anspielung auf den Mordfall Nicole Brown Simpson. Weitere Erwähnungen finden die Comic-Figur Foghorn Leghorn sowie der fiktive Charakter Norman Bates, aus dem Roman Psycho. Anschließend teilt Eminem noch gegen seine Mutter und den Rapper Cage aus. Im zweiten Refrain meint Eminem, dass er mit zehn Frauen geschlafen habe, die HIV hätten und er Genitalwarzen habe. Er fragt den Hörer erneut, ob dieser so werden wolle wie er.

## Produktion
Der Beat des Liedes wurde von Eminems Entdecker und Produzent Dr. Dre in Zusammenarbeit mit Mel-Man produziert. Dabei wurden keine Samples von anderen Songs verwendet.

## Musikvideo
Bei dem zu Role Model gedrehten Video führten Philip Atwell und Dr. Dre Regie.
Es beginnt mit einem kurzen Stummfilm, in dem Eminem – die Füße und Hände gefesselt – kopfüber in ein Wassergefäß gehängt wird, aus dem er sich wie der Zauberer Harry Houdini befreien will. Anschließend setzt die Musik ein und es folgen unter anderem Szenen, die Eminem bei einem Konzert zeigen. Außerdem übernimmt der Rapper die Rolle eines Priesters, der einem Mädchen die Beichte abnimmt und später mit einem jungen Gläubigen beziehungsweise mit einer Prostituierten auf einem Bett sitzt. Des Weiteren ist eine animierte Szene enthalten, in der Eminem der Comic-Figur Foghorn Leghorn ein Bein ausreißt. Am Ende des Videos misslingt der im Stummfilm angekündigte Trick und Eminem ertrinkt im Wassergefäß.

## Single
Role Model wurde lediglich zu Promotionszwecken als Single veröffentlicht und gelangte demzufolge nicht zum Verkauf in den freien Handel. Außer dem Song sind auch die Stücke Cum on Everybody und ’97 Bonnie & Clyde, die sich ebenfalls auf The Slim Shady LP befinden, auf der Auskopplung enthalten.

## Auszeichnungen für Musikverkäufe
Role Model wurde im Jahr 2022 für mehr als 500.000 Verkäufe in den Vereinigten Staaten mit einer Goldenen Schallplatte ausgezeichnet.

| Land/Region                  | Auszeichnungen für Musikverkäufe (Land/Region, Auszeichnung, Verkäufe) | Verkäufe |
| ---------------------------- | ---------------------------------------------------------------------- | -------- |
| Australien (ARIA)            | Platin                                                                 | 70.000   |
| Vereinigte Staaten (RIAA)    | Gold                                                                   | 500.000  |
| Vereinigtes Königreich (BPI) | Silber                                                                 | 200.000  |
| Insgesamt                    | 1× Silber · 1× Gold · 1× Platin ·                                      | 770.000  |

Hauptartikel: Eminem/Auszeichnungen für Musikverkäufe